# Туйков, Владислав Иванович
Владислав Иванович Туйков (6 марта 1947, Макушино, Курганская область — 9 марта 2015, Екатеринбург) — советский и российский юрист, прокурор Свердловской области (1985—2001), народный депутат России (1990—1993), заслуженный юрист РСФСР (1991), кандидат юридических наук (1998).

## Биография
Родился 6 марта 1947 года в поселке Макушино Макушинского района Курганской области (ныне город — административный центр Макушинского муниципального округа Курганской области).
В 1969 г. окончил с отличием Свердловский юридический институт.
С 1969 года — в органах прокуратуры в Свердловске: стажёр, помощник прокурора Ленинского района.
С апреля 1971 года по июль 1974 года — прокурор отдела общего надзора прокуратуры Свердловской области.
С июля 1974 года по июль 1978 года — прокурор Железнодорожного района г. Свердловска.
С июля 1978 года по октябрь 1983 года — заместитель заведующего отделом административных органов Свердловского обкома КПСС.
С октября 1983 года по октябрь 1985 года — заведующий отделом административных органов Свердловского обкома КПСС.
С 30 октября 1985 года по февраль 2001 года — прокурор Свердловской области.
Народный депутат РСФСР (1990—1993), член Конституционной комиссии РСФСР. Депутат Свердловского областного Совета народных депутатов XIX и XX созывов (1985—1990).
В 1998 году защитил диссертацию «Прокуратура субъекта Российской Федерации как звено прокурорской системы : На прим. Свердл. обл.», кандидат юридических наук.
По некоторым данным, в начале 2000-х Владислава Ивановича парализовало, он ушел с поста и боролся с недугом.
Умер 9 марта 2015 года в городе Екатеринбурге Свердловской области. 11 марта 2015 года в Доме офицеров Центрального военного округа прошла церемония прощания. Похоронен на Широкореченском кладбище города Екатеринбурга.

## Награды и звания
- Почетное звание «Заслуженный юрист РСФСР», 1991 год
- Орден Почёта
- Медаль «Ветеран прокуратуры»
- Нагрудный знак «Почетный работник прокуратуры»
- Знак отличия «За верность закону» I степени
- Знак отличия «За заслуги перед Свердловской областью» III степени, 2007 год